# Щегель Андрій Ігорович
Андрій Ігорович Щегель (31 січня 1992, Київ) — український стендап-комік[неавторитетне джерело]. Колишній резидент «Підпільного стендапу», учасник проєкту «Srakadupa».

## Життєпис
Андрій Щегель народився у Києві в родині пожежника та працівниці МВС. Дитинство провів у Борисполі. Навчався у Львівському державному ліцеї з посиленою військово-фізичною підготовкою імені Героїв Крут і Юридичному ліцеї Національної академії внутрішніх справ. Продовжив навчання на юридичному факультеті Київського національного університету. У студентські роки Щегель грав у «КВК».
2014 року Андрій вперше виступив зі стендапом на «відкритому мікрофоні». 2017 року він вирішив покинути роботу екскурсоводом у музеї популярної науки і техніки та почав заробляти виключно стендапом. Згодом став одним з провідних резидентів стендап-клубу «Підпільний стендап». Щегель покинув «Підпільний стендап» 2019 року, будучи вже головним гедлайнером клубу.
У липні 2019 року Щегель переїхав до Мінська та став резидентом білоруського стендап-клубу «Stand-Up Comedy Hall». 26 квітня 2020 року разом із Владиславом Капицею та Єгором Романенком опублікував перший випуск подкасту «Srakadupa». Брав участь у масових протестах у Мінську після фальсифікацій на виборах президента Білорусі. У лютому 2020 року повернувся до України.
Після повернення почав організовувати стендап-концерти в містах України разом з Владом Капицею. 2021 року Андрій Щегель в рамках туру відвідав двадцять міст із сольним концертом «Національно-визвольний сольник». Права на «Національно-визвольний сольник» за контрактом комік передав на десять років компанії «sweet.tv». Ця угода стала першою подібною в Україні.

### Втеча з України
На початку 2023 року, на тлі активної фази російсько-української війни, за дозволом Міністерства культури, виїхав з України до Ірландії, а згодом до Туреччини, попри три повістки.
Перебуваючи в Туреччині, Андрій Щегель заявив у інтерв'ю Роману Скрипіну про те, що він «втомився від війни», а своє ухиляння від повісток до ЗСУ пояснив тим, що «не хоче вмирати». При цьому, він має офіцерське звання й придатний до військової служби. Через заяви Щегеля Міністерство культури та інформаційної політики України ускладнило умови надання дозволів на тимчасовий виїзд за межі України чоловікам-митцям на час воєнного стану.
Пізніше Щегель заявив, що втік «як щур», і якщо українці «обирають помирати», то він хоче жити в комфорті. Олексій Данілов на телемарафоні заявив, що таким артистам в Україні не місце, і що якщо Щегель повернеться до України, то виступатиме «в іншому місці». Після заяви Щегеля, обласні військомати призупинили оформлення дозволів на виїзд за кордон водіям-волонтерам.